# Wiriehorn
Wiriehorn är en bergstopp i Schweiz.   Den ligger i distriktet Frutigen-Niedersimmental och kantonen Bern, i den centrala delen av landet, 40 km söder om huvudstaden Bern. Toppen på Wiriehorn är 2 304 meter över havet, eller 270 meter över den omgivande terrängen. Bredden vid basen är 1,1 km.
Terrängen runt Wiriehorn är huvudsakligen bergig, men västerut är den kuperad. Närmaste större samhälle är Frutigen, 9,0 km öster om Wiriehorn. 
I omgivningarna runt Wiriehorn växer i huvudsak blandskog. Runt Wiriehorn är det ganska glesbefolkat, med 38 invånare per kvadratkilometer.